# Zelenika (biljni rod)
Zelenika (gelikuk, jednocvjetni gelikuk, jednocvjetna kruščica; lat. Moneses), monotipski biljni rod trajnica iz porodice vrjesovki, smješten u tribus Pyroloideae. Jedini joj je predstavnik vrsta jednocvjetna kruščica (M. uniflora), nekada uključivana među ostalima i u rod Chimaphila.
Vrsta je raširena po Europi, Rusiji i Sjevernoj Americi. Raste i u Hrvatskoj

## Sionimi za rod i vrstu
- Bryophthalmum E.Mey.
- Monanthium Ehrh. ex House
- Odostima Raf.
- Bryophthalmum uniflorum (L.) E.Mey.
- Chimaphila rhombifolia Hayata
- Monanthium reticulatum (Nutt.) House
- Monanthium uniflorum (L.) House
- Moneses brevicaulis Schur
- Moneses grandiflora Gray
- Moneses reticulata Nutt.
- Moneses uniflora subsp. reticulata (Nutt.) Calder & Roy L.Taylor
- Moneses uniflora var. reticulata (Nutt.) S.F.Blake
- Moneses verticillata Schur
- Odostima acutiflora Raf.
- Odostima caulina Raf.
- Odostima grandiflora (Gray) Raf.
- Odostima obovata Raf.
- Odostima orbiculata Raf.
- Pyrola obovata Raf.
- Pyrola uniflora L.
- Pyrola uniflora var. reticulata (Nutt.) H.St.John
- Pyrola verticillata (Schur) Schur

## Galerija
- M. uniflora
- M. uniflora
- M. uniflora
- M. uniflora
- M. uniflora
- M. uniflora